# 팀 월릭
티머시 찰스 "팀" 월릭(영어: Timothy Charles "Tim" Wallach, 1957년 9월 4일 ~ )는 전 메이저 리그 베이스볼(MLB) 3루수이자, 전 로스엔젤레스 다저스 수석 코치이다.